# گوشن (اورگن)
گوشن (به انگلیسی: Goshen) یک منطقهٔ مسکونی در ایالات متحده آمریکا است که در شهرستان لین، اورگن واقع شده‌است. گوشن ۱۵۲٫۱ متر بالاتر از سطح دریا واقع شده‌است.